# 犬印本舗
株式会社犬印本舗（いぬじるしほんぽ、Inujirushi Honpo Co., Ltd.）は、1902年(明治35年)に創業した大阪府松原市に本社を構えるマタニティウェア、産後用品、およびベビー関連商品の製造・販売を手がける日本の企業である。
120年以上にわたって、妊婦や育児中の母親の生活をサポートする製品を開発し続けており、特に妊婦帯や授乳関連アイテムで知られている。

## 概要
犬印本舗は、マタニティインナーをはじめ、妊娠期から出産後までの母親のニーズに応える多彩な商品ラインナップを提供している。
主力商品には、妊婦帯やマタニティショーツ、授乳ブラジャー、産後リフォームインナー、マタニティウェア、マタニティパジャマなどがある。 また、育児中の母親をサポートするマザーズバッグやベビー用品も取り扱っている。
120年以上の歴史を持ち、一般的に「妊婦帯」と呼ばれる妊産婦用の腹帯は同社が命名したもので、たびたび日本の皇室にも献上している。

## 沿革
- 1902年 - 創業。医療用出産油紙の製造販売を開始。
- 1945年 - 「犬印 高級晒木綿帯」発売。
- 1955年 - さらしの岩田帯を簡便化したコルセットタイプを考案。「妊婦帯」と命名し、販売。
- 1966年 - マタニティ用品の専業メーカーとして株式会社犬印本舗を設立。
- 1980年代 - 産前から産後までのサポート製品ラインを拡充するなど、多様なニーズに対応。
- 2000年代 - 「犬印」のブランドを国内外に広げ、特に中国市場において本格的に製品供給を開始。
- 2010年代 - 複数の製品がグッドデザイン賞、マザーズセレクション大賞を受賞[3][4][5]。

現在では、日本国内のみならず、アジア各国へも輸出を行っており、現地の展示会で最優秀商品賞を獲得するなど、国際的な評価も得ている。

## 主な製品と特徴
犬印本舗は、妊娠期から出産後に至るまでの母親のニーズに応える多彩な製品群を展開している。
- 妊婦帯：「検診便利パンツ妊婦帯」など、機能性と快適性を重視したアイテム。
- 産後インナー：骨盤サポート機能を備えたウエストニッパーやガードル。
- ベビー用品：「INUJIRUSHI Baby」ブランドとして、出産準備品から新生児向けアイテムまで提供。
- 中高年向け製品：「Blossom」など、中高年女性向けのサポートインナーも開発している。

また、製品開発には現役の妊産婦たちと共同で取り組み、実際の使用者の声を反映した商品開発を行っている。 ここで開発された商品は「ママと犬印の共同開発商品」として主要なベビー専門店、百貨店、オンラインショップを通じて販売されている。

## 事業展開
犬印本舗の商品は、日本国内では西松屋や赤ちゃん本舗、バースデイ（しまむらグループ）などの主要なベビー専門店、百貨店、オンラインショップを通じて販売されている。 近年では、アジアを中心とした海外市場にも進出し、中国や東南アジアでの認知度を高めている。

## 社会的取り組み
犬印本舗は、地元大阪を拠点に社会貢献活動にも力を入れており、妊婦や母親を対象としたイベントやモニター調査を通じ、製品の品質向上と地域社会への還元を目指している。